# Ringgold (Geòrgia)
Ringgold és una població dels Estats Units a l'estat de Geòrgia. Segons el cens del 2000 tenia 2.422 habitants.

## Demografia
Segons el cens del 2000, Ringgold tenia 2.422 habitants, 1.033 habitatges, i 644 famílies. La densitat de població era de 237,9 habitants/km².
Dels 1.033 habitatges en un 30,3% hi vivien nens de menys de 18 anys, en un 41,6% hi vivien parelles casades, en un 17,1% dones solteres, i en un 37,6% no eren unitats familiars. En el 32,5% dels habitatges hi vivien persones soles el 13,5% de les quals corresponia a persones de 65 anys o més que vivien soles. El nombre mitjà de persones vivint en cada habitatge era de 2,25 i el nombre mitjà de persones que vivien en cada família era de 2,85.
Per edats la població es repartia de la següent manera: un 23,9% tenia menys de 18 anys, un 11,6% entre 18 i 24, un 29,8% entre 25 i 44, un 19,8% de 45 a 60 i un 14,9% 65 anys o més.
L'edat mediana era de 34 anys. Per cada 100 dones de 18 o més anys hi havia 86,7 homes.
La renda mediana per habitatge era de 26.834 $ i la renda mediana per família de 35.132 $. Els homes tenien una renda mediana de 26.943 $ mentre que les dones 21.074 $. La renda per capita de la població era de 15.612 $. Entorn del 14,5% de les famílies i el 16,7% de la població estaven per davall del llindar de pobresa.

## Poblacions més properes
El següent diagrama mostra les poblacions més properes.